# Походи Святослава на Болгарію
Болгарські походи — військові походи Великого київського князя Святослава Ігоровича проти Візантії та Болгарського царства протягом 968—971 років, відомі також як Грецько-болгарська кампанія.

## Історія

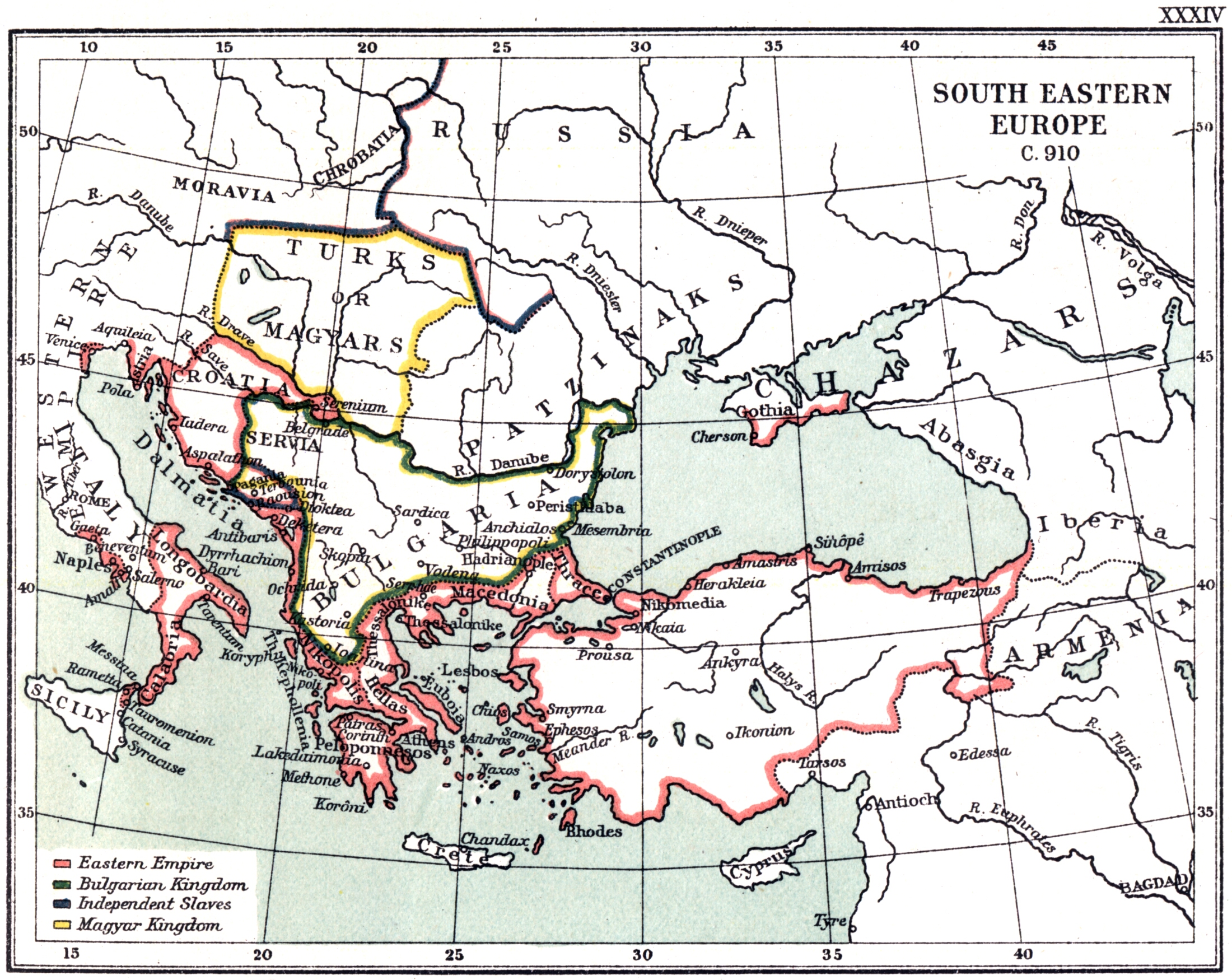
Південно-східна Європа 910-х років

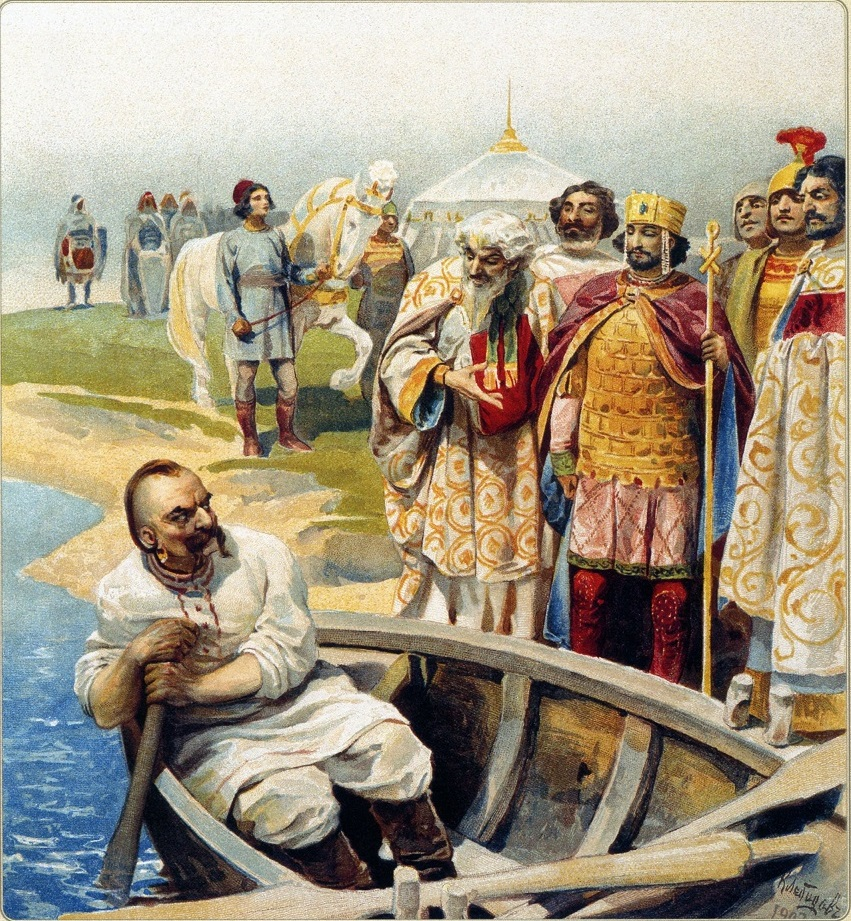
Зустріч князя Святослава з візантійським імператором Цимисхієм на березі Дунаю

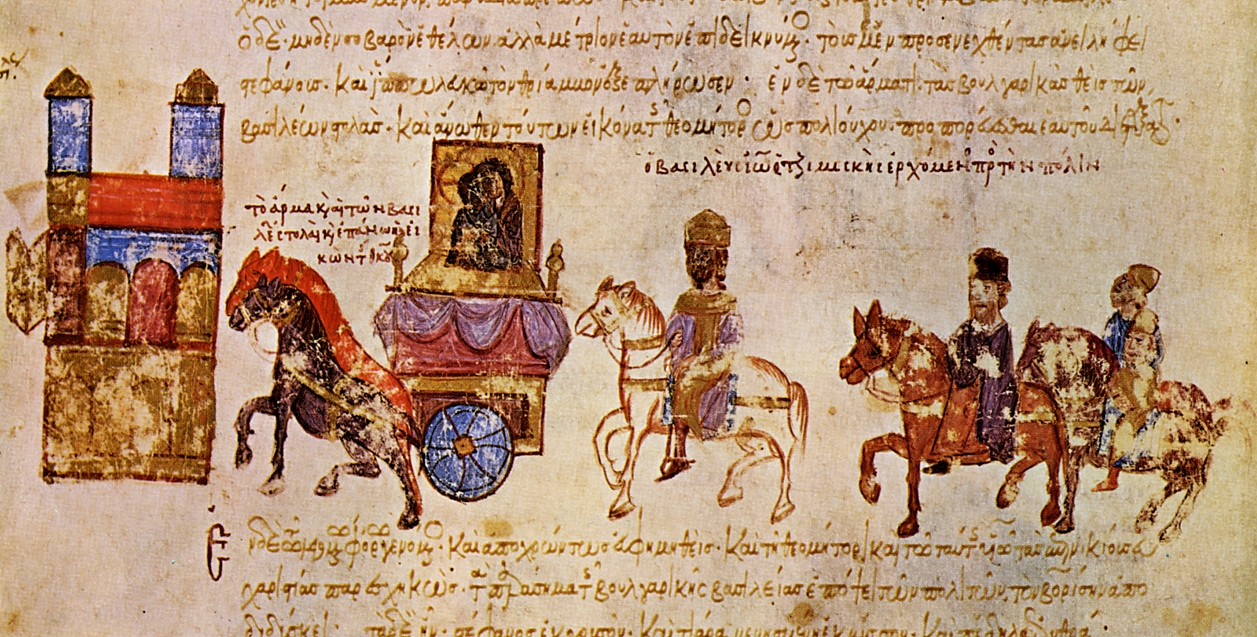
Іоанн I Цимісхій з тріумфом повертається до Константинополя з полоненим царем Борисом

### Перший і другий похід на Болгарію
967 або 968 року Святослав на прохання Візантії здійснив набіг на Болгарське царство, проте невдовзі повернувся до Києва, який взяли в облогу печеніги. Після смерті матері Ольги, Святослав 969 року знову напав на Болгарію і цього разу підкорив собі східну частину Болгарського царства, ослабленого внутрішнім розколом, після чого напав на Фракію, що належала Візантії.

### Похід Цимісхія та облога Преслава
Будучи зайнятим в Азії придушенням повстання Барда Фоки протягом 970 року, імператор Візантії Іоанн Цимісхій повів свої війська, на початку 971 року, з Азії до Фракії, збираючи по дорозі запаси та облогове знаряддя. Візантійський флот супроводжував похід, маючи завданням по здійсненню висадки частини військ в тил ворога і тим відсікти його відступ через Дунай. Імператор вибрав для наступу Пасхальний тиждень 971 року. На шляху війська Цимісхія не було практично ніяких перешкод, перевали Балканських гір були залишені без охорони тому, що русини були зайняті придушенням болгарських повстань.
Візантійська армія, яку особисто очолювала Цимісхій, налічувала 30–40 тис. осіб, швидко просувалася і досягла болгарського міста Преслав. Армія русинів вступила в бій і зазнала поразки в битві перед міськими стінами, а візантійці перейшли до облоги. Руський і болгарський гарнізони під командою руського воєводи Свенгелаa[›] чинили рішучий опір, але місто було взяте штурмом 13 квітня 971 року. Серед полонених були Борис II та його сім'я, яких разом з болгарськими царськими регаліями привезли до Константинополя. Головні руські сили під командою Святослава пробилися в напрямку Доростола на Дунаї (нині Сілістра). Імперська армія, переслідуючи противника, просувалася безперешкодно; болгарські гарнізони різних фортів і твердинь на її шляху здалися без бою.

### Битви при Доростолі
Коли візантійці наближалися до Доростолу, вони зіткнулися з армією русів, яка була вишикувана на полі перед містом, і була готова до бою. Після довгої, жорстокої битви візантійці перемогли, завдяки своїй важкій кавалерії. Русини закрилися у фортеці міста. Наступна облога Доростола тривала три місяці, під час якої візантійці блокували місто з суші і моря, а руси робили відчайдушні спроби вирватися з облоги. Дві великі сутички між військами, закінчилися візантійськими перемогами. Після остаточної і особливо жорстокої битви наприкінці липня русини були змушені капітулювати. За візантійським літописом, на той час залишилося близько 22 тисячі осіб з армії Святослава, що спочатку нараховувала близько 60 000. Цимісхій і Святослав зустрілися і підписали мирний договір: за яким армії русів було дозволено безперешкодно покинути Доростол, залишивши своїх полонених та награбоване майно. Торгові права Київської Русі були знову підтверджені в обмін на обіцянку ніколи більше не нападати на територію імперії. Святослав поставлених цілей не досяг, але й поразкою Києва мирний договір теж не назвеш.
Святослав не довго пережив мирне врегулювання, оскільки був убитий по дорозі додому печенігами у 972 році на Дніпровських порогах.
Скориставшись результатами війни, візантійський імператор Цимісхій збільшив залежність Болгарії від Візантії, що призвело у результаті подальшої, майже п'ятдесятирічної візантійсько-болгарської війни, до остаточного підкорення Болгарії у 1018 році.

## Нотатки
^ a:  Візантійський історик Іоанн Скіліца називає Свенгела або Свенгеля другим командувачем армії Святослава, а Ікмора — третім військовим лідером, тоді як інший візантійський історик Лев Диякон не погоджується з цим. Ікмор був убитий у битві перед Доростолом. Руський літопис Повість временних літ Свенгела, як правило, ототожнює з воєводою Свенельдом. Грецькі літописці зафіксували, що Свенгел також був убитий у Доростолоні, але Повість временних літ стверджує, що він пережив війну і наступний напад печенігів на Дніпровських порогах, де загинув князь Святослав. Свенельд ще служив старшому сину Святослава Ярополку і помер близько 980 року.